# 13069 Umbertoeco
13069 Umbertoeco este o planetă minoră (asteroid), cu un diametru de 5,172 km, din centura de asteroizi. A fost descoperită pe 6 septembrie 1991 la Observatorul din Haute-Provence de Eric Walter Elst și a fost numită după Umberto Eco. 
Obiectul prezintă o orbită caracterizată de o semiaxă mare de 2,3721852 UAi, o excentricitate de 0,25, o înclinație de 7,33427 ° în raport cu ecliptica.